# حكومة بيدرو سانشيز الثانية
تشكلت الحكومة الثانية لبيدرو سانشيز في 13 يناير 2020، بعد انتخاب الأخير رئيسًا لوزراء إسبانيا من قبل مجلس النواب في 7 يناير وأدائه اليمين الدستورية في 8 يناير، نتيجة لظهور حزب العمال الاشتراكي الإسباني (PSOE) كأكبر قوة برلمانية في الانتخابات العامة في نوفمبر 2019.  وقد خلفت حكومة سانشيز الأولى وكانت حكومة إسبانيا من 13 يناير 2020 إلى 21 نوفمبر 2023، بإجمالي 1,408 يومًا، أو 3 سنوات، و10 شهور، و8 أيام .
مع 22 وزارة ، فهي ثاني أكبر حكومة في إسبانيا منذ انتقال البلاد إلى الديمقراطية، بعد حكومة سواريز الثالثة ؛ وهي المرة الأولى التي تتضمن فيها حكومة أربعة نواب لرئيس الوزراء؛ وثالث أقدم حكومة يتم تشكيلها، حيث بلغ متوسط أعمار أعضائها 54.2 عامًا عند تشكيلها.   بعد التعديل الوزاري في يوليو 2021، انخفض متوسط عمر الحكومة إلى 50 عامًا، وارتفعت نسبة النساء في المناصب الوزارية إلى 63.6٪ (14 من 22). 
تألفت الحكومة من أعضاء من الحزب الاشتراكي الإسباني (بما في ذلك حزبه الشقيق، الحزب الاشتراكي الكتالوني) وحزب يونيداس بوديموس بمشاركة بوديموس، واليسار المتحد، والحزب الشيوعي الإسباني، وكاتالونيا المشتركة - بالإضافة إلى المستقلين الذين اقترحهم كلا الحزبين، لتصبح أول حكومة ائتلافية على مستوى البلاد يتم تشكيلها في إسبانيا منذ الجمهورية الإسبانية الثانية.   وقد تم تسميتها أيضًا باسم "الائتلاف التقدمي" ( الإسبانية: coalición progresista)، بعد اسم الاتفاق السياسي الذي وقعه حزب العمال الاشتراكي الإسباني وحزب يونيداس بوديموس.   تم حلها تلقائيًا في 24 يوليو 2023 نتيجة للانتخابات العامة لعام 2023، لكنها ظلت في منصبها بالنيابة حتى أداء الحكومة التالية اليمين الدستورية.  

## تنصيب
| تنصيب بيدرو سانشيز ( PSOE ) | |              |              |
| الاقتراع →                  | الاقتراع → | 5 يناير 2020 | 7 يناير 2020 |
| الأغلبية المطلوبة →         | الأغلبية المطلوبة → | 176 من 350   | بسيط         |
|                             | القائمة .. - • PSOE (120) - • UP–ECP–GeC (35) (34 on 5 Jan) - • PNV (6) - • Más País (2) - • Compromís (1) - • NCa (1) - • BNG (1) - • TE (1) - • PSOE (120) - • UP–ECP–GeC (35) (34 on 5 Jan) - • PNV (6) - • Más País (2) - • Compromís (1) - • NCa (1) - • BNG (1) - • TE (1) | 166 / 350    | 167 / 350    |
|                             | القائمة .. - • PP (88) - • Vox (52) - • Cs (10) - • JxCat (8) - • CUP (2) - • NA+ (2) - • CCa (1) - • PRC (1) - • FAC (1) - • PP (88) - • Vox (52) - • Cs (10) - • JxCat (8) - • CUP (2) - • NA+ (2) - • CCa (1) - • PRC (1) - • FAC (1)                                         | 165 / 350    | 165 / 350    |
|                             | القائمة .. - • ERC (13) - • EH Bildu (5) - • ERC (13) - • EH Bildu (5) | 18 / 350     | 18 / 350     |
|                             | القائمة .. - • UP–ECP–GeC (1) (on 5 Jan) - • UP–ECP–GeC (1) (on 5 Jan) | 1 / 350      | 0 / 350      |
| المصادر                     | |              |              |